# نامدي كولينز
نامدي كولينز (بالإنجليزية: Nnamdi Collins)‏ هو لاعب كرة قدم ألماني ونيجيري، ولد في 10 يناير 2004 في دوسلدورف في ألمانيا.

## وصلات خارجية
- نامدي كولينز على موقع الاتحاد الأوربي (الإنجليزية)
- نامدي كولينز على موقع قاعدة بيانات كرة القدم.إي يو (الإنجليزية)
- نامدي كولينز على موقع Soccerbase.com (لاعب) (الإنجليزية)
- نامدي كولينز على موقع Soccerway.com (الإنجليزية)
- نامدي كولينز على موقع عالم كرة القدم.نت (الإنجليزية)